# Sonce za dva
Sonce za dva je slovenska TV drama iz leta 1987.
Falirani študent psihologije in glasbenik iz dobro stoječe družine se upira služenju vojske.
Po producentovih besedah zgodba govori o problematičnem fantu, študentu psihologije, glasbeniku, predstavniku takratne mlade generacije, ki skuša na radikalen način utemeljiti vlogo enkratne človeške osebnosti v sodobnem civilizacijskem svetu.
Film je bil posnet po štiri leta starem scenariju.

## Kritike
Lilijana Šaver (Delo) je napisala, da je bil film predvajan kasneje zaradi delikatne tematike, zaradi katere se je izredno sestal programski svet. Spraševala se je, če glavni lik zares ponazarja mlado generacijo. Dialogi so se ji zdeli ponesrečeni, med njimi je navedla »cvetke«, kot so »Ali imaš občutek, da rad govoriš resnico?«, »Človek bi lahko živel kot lipa« in »Trava je gibanje«. Navidez strokovno paberkovanje v stilu dnevnopolitičnih polemik ji je bilo odveč, ker je izmikalo problem svobodne odločitve o služenju vojaškega roka svojemu bistvu. Želeli si je videti, kako ga fant lomi in vedeti, za kaj se pri filmu sploh gre. Režije dialoškega dela filma ni marala zaradi neprofesionalnih dolgih sekvenc, prepolnih kratkih in praznih kadrov s hitrimi rezi v stilu pionirske šole filma. Pohvalila je učinkovit in izviren del, ki gradi na asociativnih pomenih, in si želela, da bi režiser, ki ne po njenem ni znal z besedami, cel film naredil tak. Nastopi igralcev so jo jezili, po krotkih merilih so se ji zdeli sprejemljivi le Lešnjak, Rozman in Šugman. Všeč ji je bila glasbena oprema ansambla Quatebriga.

## Zasedba
- Gojmir Lešnjak
- Maja Sever
- Mihaela Novak Mahnič
- Zlatko Šugman
- Lojze Rozman
- Ivan Rupnik
- ansambel Quatebriga

## Ekipa
- urednik in dramaturg: Jernej Novak
- fotografija: Valentin Perko
- montaža: Andrija Zafranović
- scenografija: Vladimir Rijavec
- kostumografija: Zvonka Makuc